# Paragavialidium sichuanensis
Paragavialidium sichuanensis is een rechtvleugelig insect uit de familie doornsprinkhanen (Tetrigidae). De wetenschappelijke naam van deze soort is voor het eerst geldig gepubliceerd in 2007 door Zheng, Wang & Shi.